# Adalbert II. von Winterthur
Adalbert II. von Winterthur (* um 1025; † 18. Juni 1053 bei Civitate) war Graf von Winterthur.

## Herkunft
Er war einer von vier Söhnen von Werner I. († 1040), dem Gaugrafen von Maden, ab 1030 auch Grafen von Winterthur und kaiserlichen Bannerträger. Adalberts Mutter war Irmgard von Nellenburg, eine Tochter oder Schwester des Grafen Eppo von Nellenburg. Er hatte drei Brüder.

## Leben
Als sein Vater am 22. August 1040 als Bannerträger des Kaisers Heinrich III. in dessen Feldzug gegen Břetislav I. von Böhmen fiel, erbte Adalbert die Grafschaft Winterthur. Sein ältester Bruder Werner II. beerbte den Vater als Graf von Maden und im Neckargau sowie als Reichsbannerträger, während sein Bruder Hermann dem geistlichen Stand angehörte, was ihn vom Erbe ausschloss. Der dritte Bruder, Liutfried, fiel im gleichen Gefecht wie der Vater. Als Hermann 1051 Abt von Einsiedeln wurde, schenkte Adalbert dem Kloster Einsiedeln in Gedenken an seinen zusammen mit dem Vater gefallenen Bruder Liutfried den Ort Kempten bei Wetzikon; dieser wurde dann später noch mit Wernetshausen getauscht.
Urkundlich erwähnt wurde Adalbert II. auch zweimal zusammen mit seiner Mutter Irmgard von Nellenburg, mit der er eine Hube in Rickenbach und eine Mühle in Unterillnau verschenkte.
Adalbert fiel, zusammen mit seinem Bruder Werner II., am 18. Juni 1053 in der Normannenschlacht von Civitate, wo sie mit ihren 600 schwäbischen Fußsoldaten das einzige nicht-italienische Kontingent des vernichtend geschlagenen Heeres von Papst Leo IX. stellten.

## Nachkommen
Adalberts Tochter Adelheid heiratete den Grafen Hartmann I. von Dillingen. Aus dieser Verbindung entstand die Grafschaft Kyburg, da sich Hartmann fortan nach dem neuen Stammsitz von Kyburg nannte. Ulrich I. von Kyburg-Dillingen, Bischof von Konstanz von 1111 bis 1127, war ein jüngerer Sohn von Hartmann und Adelheid.